# Det grevelige Rantzauske Forlods
Det grevelige Rantzauske Forlods (eller Præcipuum) var et dansk grevskab oprettet 10. september 1756 for Christian Rantzau af hovedgårdene Rosenvold og Skovgårde. Grevskabet blev opløst ved lensafløsningen i 1921. "Forlods" i navnet er en hentydning til at en ikke ubetydelig del af den i grevskabet bundne formue bestod af rede penge snarere end jord – altså penge, der var reserveret til køb af jord, således at grevskabet kunne opnå minimumsstørrelsen på 2500 tdr. hartkorn.

## Besiddere af lenet
1. 1726-1771: Christian lensgreve Rantzau (1684-1771)
2. 1771-1814: Carl Adolph lensgreve Rantzau (søn) (1742-1814)
3. 1814-1822: Frederik Siegfried lensgreve Rantzau (bror) (1744-1822)
4. 1822-1828: Christian Jens lensgreve Rantzau (søn) (1777-1828)
5. 1828-1846: Frederik Sigfred lensgreve Rantzau (søn) (1809-1846)
6. 1846-1904: August Frederik lensgreve Rantzau (søn) (1840-1904)
7. 1904-1906: Cai lensgreve Rantzau (søn) (1870-1906)
8. 1906-1921: Carl Frederik lensgreve Rantzau (farfars brorsøn) (1846-1925)